# Těstový tisk
Těstový tisk, těstotisk (něm. Teigdruck) je grafická technika tisku z výšky užívaná v 15. století. Dochovalo se celkem pouze asi 200 kusů těchto tisků.

## Postup
Přesný postup není znám, ale metoda užívala štoček ze dřeva nebo měkkého kovu (olova), do kterého byla vyřezána kresba. Na připravené matrici byla netisknoucí plocha vyplněna jednoduchými ornamenty a vystupující linie byly nabarveny. Matrice byla otisknuta do jakési těstovité rychle tuhnoucí hmoty, předem obarvené a nalepené hustým lepidlem na podložce. Otisk byl posypán vlněným prachem, který mu dodal sametový vzhled, nebo pokryt tenkým lístkem kovu (zlato, cín).
Výsledkem byl reliéfní tisk podobný technice cínovaného reliéfu (presbrokátu), užívané ke zdobení pozdně gotických obrazů. Složením hmoty cínovaných reliéfů se podrobně zabývaly Chlumská a Štefců. Analýza prokázala směs vosku a klihového proteinu, jako plnivo byla užita křída, směs žlutých a červených okrů a olovnatá běloba.
Tyto tisky byly velmi choulostivé, protože vysychající těstová hmota byla citlivá na vlhkost a snadno se odlupovala z podložky. Pokud byly k pokrytí reliéfu užity plátky cínu, dochovaly se z nich pouze korodované zbytky ve formě bílého prachu.